# Fascination Street
«Fascination Street» es el vigésimo sencillo editado por la banda británica The Cure, editado exclusivamente en Estados Unidos, extraído de su álbum de 1989 Disintegration. La compañía discográfica del grupo en Estados Unidos, Elektra, decidió editar este sencillo en lugar de la primera elección de la banda, "Lullaby", lanzado en el Reino Unido, que fue posteriormente editado en Estados Unidos.
La canción comienza con un solo de bajo singularmente largo. El sencillo fue el primero en conseguir un número uno para la banda en la lista Modern Rock Tracks de Billboard, y se mantuvo en dicha posición durante siete semanas.

## Listas de canciones
Sencillo de 7"
1. «Fascination Street (Remix)» - 4:17
2. «Babble» - 4:16

Sencillo de 12"
1. «Fascination Street (Extended Remix)» - 8:48
2. «Babble» - 4:16
3. «Out Of Mind» - 3:51

CD sencillo
1. «Fascination Street (Remix)» - 4:21
2. «Babble» - 4:23
3. «Out Of Mind» - 3:53
4. «Fascination Street» (Extended Remix) - 8:46

## Posicionamiento en listas
| Lista (1989)                          | Máxima posición |
| ------------------------------------- | --------------- |
| Estados Unidos (Billboard Hot 100)    | 46              |
| Estados Unidos (Alternative Airplay)  | 1               |
| Estados Unidos (Hot Dance Club Songs) | 7               |
| Estados Unidos (Dance Singles Sales)  | 13              |
| Estados Unidos (Mainstream Rock)      | 24              |

## Músicos
- Robert Smith (voz, guitarra solista, teclado)
- Porl Thompson (guitarra rítmica)
- Simon Gallup (bajo)
- Boris Williams (batería)
- Roger O'Donnell (teclado)
- Laurence Tolhurst (otros instrumentos)